# Ali Kadić
Ali-efendija Kadić (15. listopadu 1868 Kulen Vakuf, Osmanská říše – 15. dubna 1928 ?, Království Srbů, Chorvatů a Slovinců), vlastním jménem Alija, byl bosenskohercegovský islámský duchovní a pedagog bosňáckého původu.

## Životopis
V raném věku přišel o oba rodiče. Vyrůstal u matčiných příbuzných v Bihaći, kde také navštěvoval místní medresu, vyšší islámskou školu, kde tehdy přednášel Sulejman Šarac. Na přímluvu Šarce se roku 1888 zapsal na Šarí‘atskou soudní školu v Sarajevu (absolvoval 1893). Po dokončení studií 15. září 1893 získal místo archiváře v Zemské vládě pro Bosnu a Hercegovinu. Na tomto postu setrval dva roky, nato se stal zastupujícím učitelem arabštiny na Vyšším gymnáziu v Mostaru (20. 9. 1895–1906, nahradil jej Alija Bulić). Dne 20. října 1899 se vydal do Vídně, kde složil profesorskou zkoušku z arabského jazyka pro středoškolské učitele před profesory Davidem Heinrichem Müllerem a Vatroslavem Jagićem. Po úspěšném vykonání zkoušky, při které byla ověřována i znalost němčiny, se 8. ledna 1900 stal řádným učitelem a nato 26. dubna 1905 i středoškolským profesorem. Roku 1906 byl přeřazen na Vyšší gymnázium v Sarajevu, kde poté zůstal až do 4. září 1920, než byl Ministerstvem náboženství jmenován členem ulema-medžlisu, nejvyšší rady duchovních Islámského společenství v Bosně a Hercegovině. V této radě úřadoval až do své smrti.
Kadić byl činný i na poli publicistiky. Pravidelně přispíval do muslimského časopisu Behar.

## Dílo
- Gramatika i vježbanica arapskog jezika (Mluvnice a cvičebnice arabského jazyka, společně s Alijou Bulićem, Sarajevo–Mostar 1907)
- Izbor iz arapskog pjesništva (Výbor z arabské poezie, Sarajevo, 1913, slovník z díla jako separát: Sarajevo 1913)
- Glavni događaji iz islamske prošlosti (Významné události islámských dějinách, Mostar 1915)
- Muhammed Ferid Vedždi (originálně Muhammed Ferid Vecdi): Primjena islama na osnove kulture (Aplikace islámu na základy kultury, Mostaru 1915), překlad z arabštiny
- Kakav je narod arapski (Jaký je národ arabsky, Mostar 1914)
- Akaid i ahlak ili o islamskoj vjeri i ćudorednosti za niži stupanj srednjih i sličnih zavoda (Krédo a morálka neboli o islámské víře a mravnosti pro nižší stupeň středních škol a podobných zařízení, Sarajevo 1923, v latince, 2. vydání 1935, v cyrilici, 3. vydání 1939, v cyrilici, 4. vydání ?, v abdžadu)
- Risalei-ahlak ili Kratka nauka o ćudorednosti (Risalei-ahlak aneb stručné poučení o mravnosti, Sarajevo 1925, 2. vydání 1928, obě v latince)